# Гар-Браха
Гар-Браха (івр. הר ברכה) — ізраїльське поселення, розташований на південному хребті гори Грізім на висоті 870 метрів  над рівнем моря в горах Самарії поруч з палестинським містом Наблус. Гар-Браха назване на честь однієї з двох гір, згаданих у Книзі Второзаконня, на яку піднялася половина дванадцяти колін Ізраїлю, щоб благословити. Поселення організоване як громада і знаходиться під юрисдикцією регіональної ради Шомрон. У 2021 році там проживало 3062 жителів.
Гар-Браха був заснований 17 листопада 1982 року. У 1987 році прибула велика група ортодоксальних родин, які заснували поселення. Після заснування поселення рабин Еліезер Маламед був призначений рабином поселення, автор серії книг єврейського закону "Перлини галахи".
У поселенні є початкова школа для хлопчиків та початкова школа для дівчаток, релігійна середня школа для хлопчиків і релігійна середня школа для дівчаток, а також єшива.
У 2011 році велика група євангельських християн прибула, щоб допомогти збирати виноградники поруч з поселенням з ініціативи та за згодою рабина Маламеда, і з тих пір вони живуть на західному пагорбі поселення.
Після побудови кількох сотень приватних будинків у Гар-Брасі, жителі поселення вирішили почати будівництво чотири-, п'яти- та шестиповерхових будинків. Це рішення було прийняте з метою здешевлення квартир і надання можливості молодим парам придбати будинки у селищі. У рамках будівництва в Гар-Брасі також були побудовані чоловіча та жіноча школи разом з одинадцятьма дитячими садками.

## Виноски
1. ↑  https://www.cbs.gov.il/he/publications/doclib/2019/ishuvim/bycode2021.xlsx — Центральне статистичне бюро Ізраїлю.
2. ↑  Життя благословення в Гар-Браха

| Ізраїль | Це незавершена стаття з географії Ізраїлю. Ви можете допомогти проєкту, виправивши або дописавши її. |